# Infinity Chili
L'Infinity Chili è un ibrido di peperoncino delle specie Capsicum chinense creato in Inghilterra dall'allevatore di peperoncini Nick Woods of Fire Foods, Grantham, nel Lincolnshire. Per due settimane nel febbraio 2011, l'Infinity Chili ha ottenuto il titolo di Guinness World Record per il peperoncino più piccante del mondo con una valutazione in scala Scoville di 1.067.286 unità. Il 1º marzo 2011 è stato sostituito dal peperoncino "Butch T" di Trinidad Scorpion, che ha registrato 1.463.700 SHU.
Un ristorante di Grantham chiamato Bindi serviva un curry, chiamato "The Widower", preparato con 20 peperoncini Infinity, che affermava di essere il curry più piccante del mondo. Più di trecento persone provarono il curry prima che il dottor Ian Rothwell diventasse la prima persona a finirne un piatto, impiegando poco più di un'ora, inclusi 10 minuti di allucinazioni a causa delle endorfine.